# 2-es villamos (Szczecin)
A szczecini 2-es jelzésű villamos a Dworzec Niebuszewo – Brama Portowa – Turkusowa útvonalon közlekedik. A 11,5 km hosszú vonalon 1905-ben indult meg a közlekedés. A vonalat a Szczecini Villamosok (Tramwaje Szczecińskie) közlekedteti a Utak és Közlekedési Hatóság Szczecinben (Zarząd Dróg i Transportu Miejskiego w Szczecinie) megrendelésére.

## Útvonala
| Turkusowa felé | Dworzec Niebuszewo felé |
| --- | --- |
| Dworzec Niebuszewo – Boguchwały – Asnyka – Kołłątaja – Wyzwolenia – Plac Rodła – Wyzwolenia – Plac Żołnierza Polskiego – Niepodległości – Brama Portowa – Wyszyńskiego – Energetyków – Gdańska – Basen Górniczy – Eskadrowa – Hangarowa – Jaśminowa – Turkusowa | Turkusowa – Jaśminowa – Hangarowa – Eskadrowa – Basen Górniczy – Gdańska – Energetyków – Wyszyńskiego – Brama Portowa – Niepodległości – Plac Żołnierza Polskiego – Wyzwolenia – Plac Rodła – Wyzwolenia – Kołłątaja – Asnyka – Dworzec Niebuszewo |

## Megállóhelyek és átszállási lehetőségek
| 2 (Dworzec Niebuszewo – Turkusowa) |                                        |                        |
| Megállóhely                        | Település                              | Átszállási kapcsolatok |
| Dworzec Niebuszewo                 | Niebuszewo-Bolinko                     | Villamos               |
| Boguchwały1                        | Niebuszewo-Bolinko                     | Villamos               |
| Niemcewicza                        | Niebuszewo-Bolinko                     | Villamos               |
| Kołłątaja                          | Niebuszewo-Bolinko, Śródmieście Północ | ,                      |
| Odzieżowa                          | Śródmieście Północ                     | ,                      |
| Rayskiego                          | Śródmieście Północ, Centrum            | ,                      |
| Plac Rodła                         | Centrum                                | ,                      |
| Plac Żołnierza Polskiego           | Stare Miasto                           | ,                      |
| Brama Portowa                      | Stare Miasto                           | ,                      |
| Wyszyńskiego                       | Stare Miasto                           | ,                      |
| Energetyków                        | Międzyodrze-Wyspa Pucka                | ,                      |
| Port Centralny nż                  | Międzyodrze-Wyspa Pucka                | ,                      |
| Parnica nż                         | Międzyodrze-Wyspa Pucka                | ,                      |
| Merkatora nż                       | Międzyodrze-Wyspa Pucka                | ,                      |
| Basen Górniczy                     | Międzyodrze-Wyspa Pucka                | ,                      |
| Hangarowa nż                       | Dąbie                                  | ,                      |
| Jaśminowa ZUS                      | Zdroje                                 | ,                      |
| Turkusowa                          | Zdroje                                 | ,                      |

1 - Turkusowa felé

## Járművek
A viszonylaton alacsony padlós PESA 120Na valamint magas padlós Moderus Beta, Pesa 120NaS, Tatra KT4DtM és Tatra T6A2D villamosok közlekednek.
| Kép | Típus        | Gyártó            | Gyártásban  |
| --- | ------------ | ----------------- | ----------- |
|     | Moderus Beta | Modertrans Poznań | 2014 – 2018 |
|     | Pesa Swing   | Pesa              | 2010 – 2012 |
|     | Tatra KT4DtM | ČKD               | 1974 – 1997 |
|     | Tatra T6A2D  | ČKD               | 1988 – 1999 |